# جبل قوت داغ

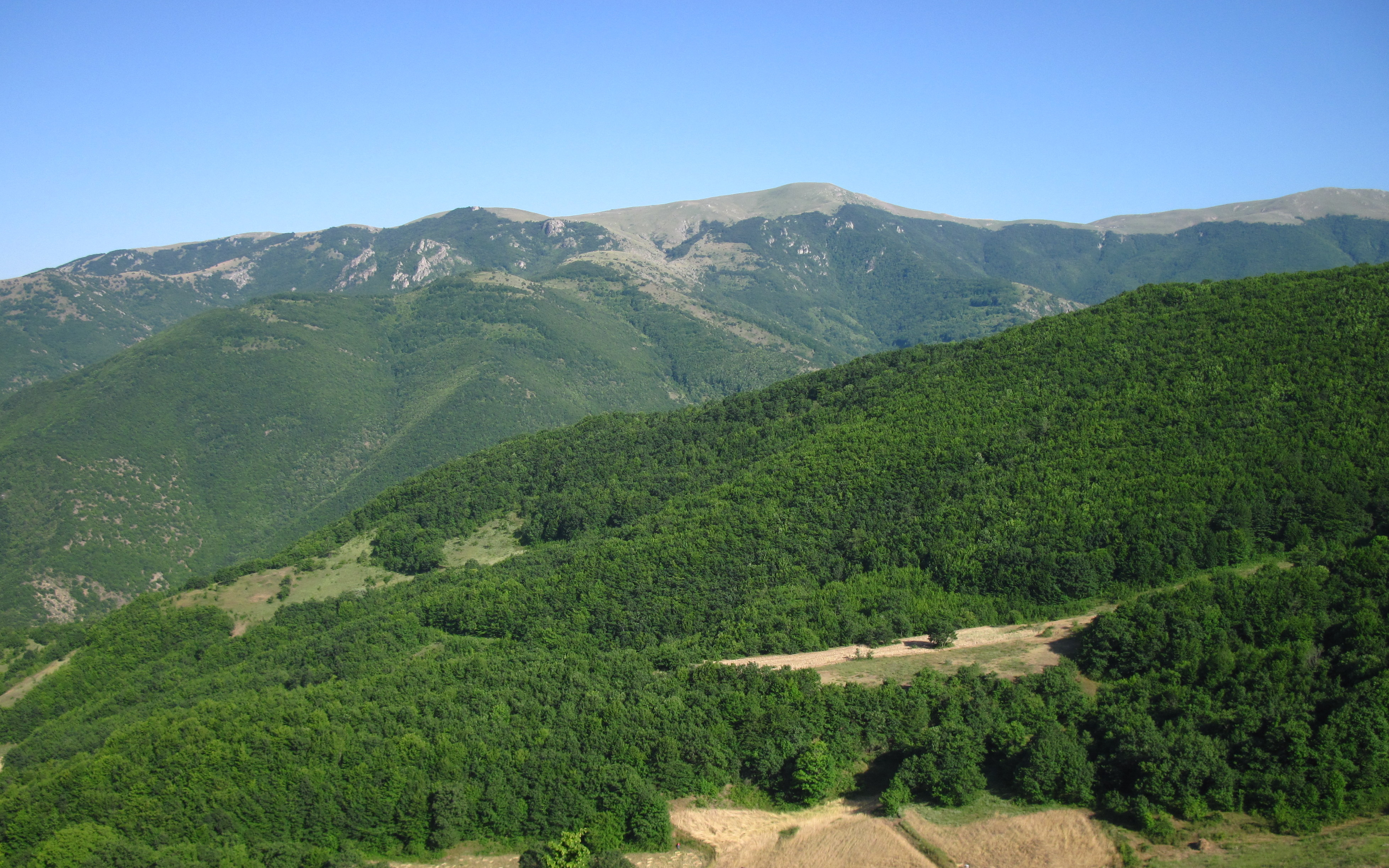

جبل قوت داغ هو إحدى جبال قضاء مدينة أرسباران بإيران، يقع غرب سلسلة جبال سبلان، وأعلى قمة لهذا الجبل يبلغ ارتفاعها 3149م، تغطي المراعي الخضراء كافة سفوح هذا الجبل خلال فصل الصيف، حيث تستغل عشائر سهل مغان وأرسباران ذلك لترعى ماشيتها.